# Championnats d'Europe espoirs d'athlétisme 2023
Navigation
2021 2025
La 14e édition des Championnats d’Europe espoirs se déroule à Espoo en Finlande du 12 au 16 juillet 2023.

## Participation

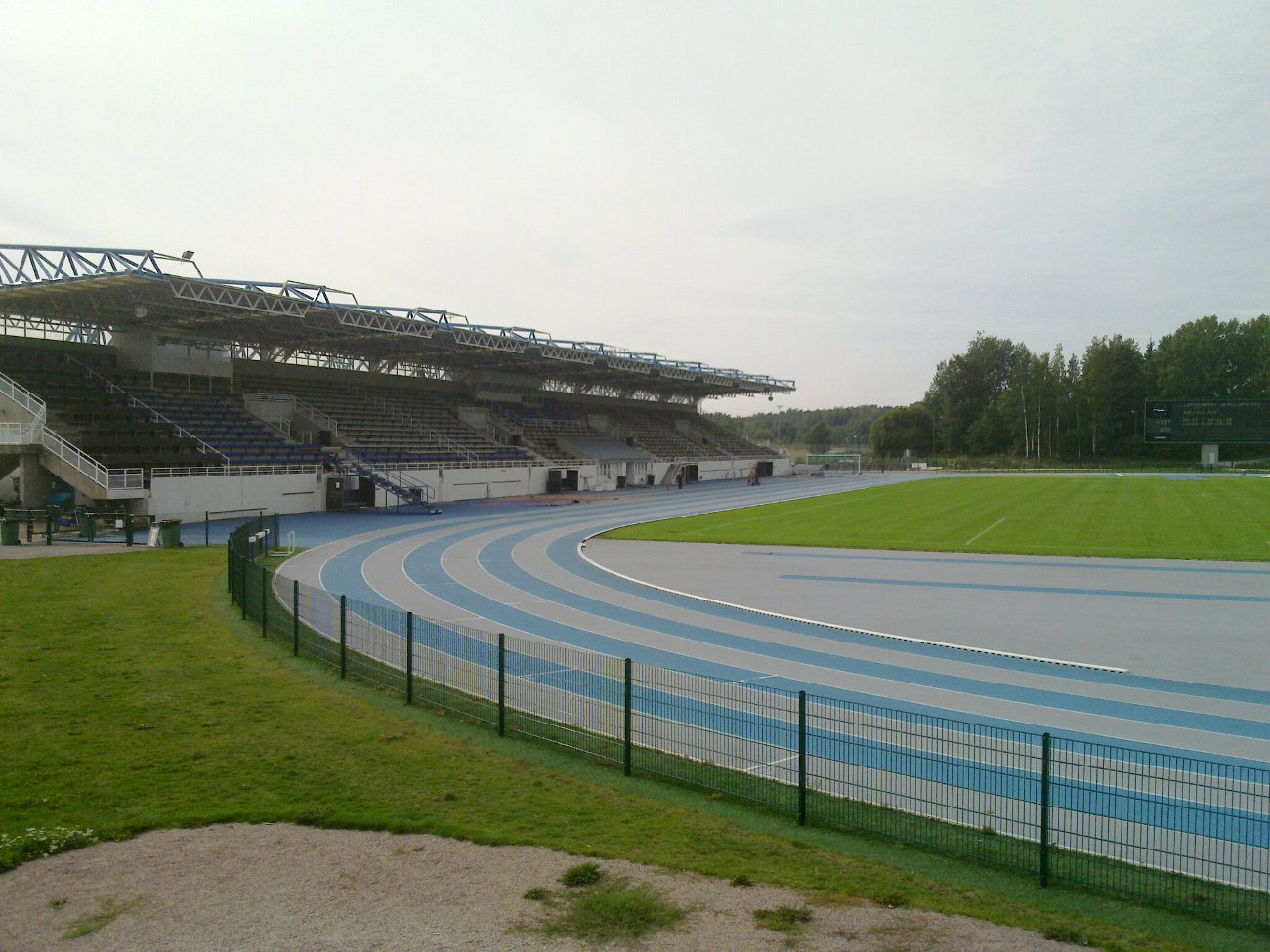
Stade du Parc sportif de Leppävaara.

1153 athlètes issues de 40 nations participent à ces championnats d'Europe espoirs.
- Allemagne (78)
- Andorre (2)
- Arménie (2)
- Autriche (26)
- Belgique (26)
- Bulgarie (6)
- Croatie (8)
- Chypre (3)
- Danemark (16)
- Espagne (76)
- Estonie (11)
- Finlande (74)
- France (85)
- Grande-Bretagne (49)
- Grèce (40)
- Hongrie (36)
- Irlande (32)
- Islande (3)
- Israël (14)
- Italie (83)
- Kosovo (1)
- Lettonie (16)
- Lituanie (8)
- Luxembourg (1)
- Malte (3)
- Moldavie (2)
- Norvège (51)
- Pays-Bas (37)
- Pologne (66)
- Portugal (25)
- Roumanie (20)
- Saint-Marin (1)
- Serbie (12)
- Slovaquie (13)
- Slovénie (18)
- Suède (45)
- Suisse (49)
- Tchéquie (37)
- Turquie (41)
- Ukraine (37)

## Résultats

### Hommes
| Épreuves          | Or                                                                                   | Argent                                                                           | Bronze                                                                         |
| ----------------- | ------------------------------------------------------------------------------------ | -------------------------------------------------------------------------------- | ------------------------------------------------------------------------------ |
| 100 m             | Jeremiah Azu 10 s 05                                                                 | Raphael Bouju 10 s 17                                                            | Pablo Matéo 10 s 18                                                            |
| 200 m             | Blessing Afrifah 20 s 67                                                             | Raphael Bouju 20 s 68                                                            | Timothé Mumenthaler 20 s 85                                                    |
| 400 m             | Håvard Bentdal Ingvaldsen 45 s 13                                                    | Lionel Spitz 45 s 27 (PB)                                                        | Attila Molnár 45 s 36                                                          |
| 800 m             | Yanis Meziane 1 min 45 s 92                                                          | Ethan Hussey 1 min 45 s 95                                                       | Paul Anselmini 1 min 45 s 99                                                   |
| 1 500 m           | Stefan Nillessen 3 min 43 s 35                                                       | Mohamed Attaoui 3 min 43 s 63                                                    | Samuel Pihlström 3 min 43 s 73                                                 |
| 5 000 m           | Charles Hicks 13 min 35 s 07                                                         | Eemil Helander 13 min 40 s 25                                                    | Will Barnicoat 13 min 45 s 24                                                  |
| 10 000 m          | Rory Leonard 29 min 8 s 33                                                           | Francesco Guerra 29 min 11 s 86                                                  | Miguel Baidal 29 min 14 s 91                                                   |
| 110 m haies       | Sasha Zhoya 13 s 31                                                                  | Lorenzo Simonelli 13 s 36                                                        | Erwann Cinna 13 s 47 (PB)                                                      |
| 400 m haies       | İsmail Nezir 49 s 19                                                                 | Berke Akçam 49 s 48                                                              | Oskar Edlund 49 s 57 (PB)                                                      |
| 3 000 m steeple   | Alejandro Quijada 8 min 28 s 91 (PB)                                                 | Etson Barros 8 min 32 s 08                                                       | Baptiste Guyon 8 min 33 s 64                                                   |
| 4 × 100 m         | Italie Eric Marek Matteo Melluzzo Marco Ricci Junior Tardioli 38 s 92 (.917) (NU23R) | France Jordan Jalce Hugo Cerra Mohammed Badru Pablo Matéo 38 s 92 (.920)         | Pologne Igor Bogaczynski Adam Łukomski Łukasz Żok Patryk Krupa 39 s 06         |
| 4 × 400 m         | Italie Luca Sito Riccardo Meli Francesco Domenico Rossi Lorenzo Benati 3 min 2 s 49  | Turquie Ilyas Çanakçi Kubilay Ençü Berke Akçam İsmail Nezir 3 min 3 s 04 (NU23R) | Royaume-Uni Ethan Brown Brodie Young Samuel Reardon Edward Faulds 3 min 3 s 12 |
| 20 km marche      | Paul McGrath 1 h 21 min 3 s (PB)                                                     | Andrea Cosi 1 h 23 min 2 s                                                       | Jerry Jokinen 1 h 24 min 41 s (NU23R)                                          |
| Saut en hauteur   | Ali Eren Ünlü 2,23 m (PB)                                                            | Oleh Doroshchuk Roman Petruk 2,19 m                                              | Non attribuée                                                                  |
| Saut à la perche  | Juho Alasaari 5,71 m (NU23R)                                                         | Robin Emig 5,66 m                                                                | Pål Haugen Lillefosse 5,66 m                                                   |
| Saut en longueur  | Henrik Flåtnes 7,96 m (PB)                                                           | Simon Batz 7,72 m                                                                | Mátyás Németh 7,71 m                                                           |
| Triple saut       | Simon Gore 16,40 m                                                                   | Gabriel Wallmark 16,24 m                                                         | Batuhan Çakır 16,16 m                                                          |
| Lancer du poids   | Tizian Lauria 19,80 m (PB)                                                           | Eric Maihöfer 19,44 m                                                            | Muhamet Ramadani 19,20 m                                                       |
| Lancer du disque  | Mykolas Alekna 68,34 m (CR)                                                          | Marius Karges 62,56 m                                                            | Yasiel Sotero 61,69 m                                                          |
| Lancer du marteau | Mykhaylo Kokhan 77,21 m                                                              | Merlin Hummel 75,61 m                                                            | Sören Klose 73,70 m                                                            |
| Lancer du javelot | Artur Felfner 83,04 m (CR)                                                           | Topias Laine 79,77 m                                                             | Michele Fina 77,23 m                                                           |
| Décathlon         | Markus Rooth 8 608 pts (CR)                                                          | Sander Skotheim 8 561 pts                                                        | Sven Roosen 8 128 pts                                                          |

### Femmes
| Épreuves          | Or                                                                                                  | Argent                                                                               | Bronze                                                                                 |
| ----------------- | --------------------------------------------------------------------------------------------------- | ------------------------------------------------------------------------------------ | -------------------------------------------------------------------------------------- |
| 100 m             | N'Ketia Seedo 11 s 22                                                                               | Boglárka Takács 11 s 30                                                              | Melissa Gutschmidt 11 s 33                                                             |
| 200 m             | Delphine Nkansa 23 s 31                                                                             | Boglárka Takács 23 s 33                                                              | Polyniki Emmanouilidou 23 s 41                                                         |
| 400 m             | Yemi Mary John 51 s 04 (PB)                                                                         | Henriette Jæger 51 s 06 (NR)                                                         | Keely Hodgkinson 51 s 76 (PB)                                                          |
| 800 m             | Daniela García 2 min 2 s 96                                                                         | Veera Mattila 2 min 3 s 14 (PB)                                                      | Georgia-Maria Despollari 2 min 4 s 14                                                  |
| 1 500 m           | Sophie O'Sullivan 4 min 7 s 18 (PB)                                                                 | Sarah Healy 4 min 7 s 36                                                             | Shannon Flockhart 4 min 8 s 37 (PB)                                                    |
| 5 000 m           | Megan Keith 15 min 34 s 33                                                                          | Maria Forero 15 min 43 s 22                                                          | Amina Maatoug 15 min 50 s 83                                                           |
| 10 000 m          | Alice Goodall 33 min 16 s 45                                                                        | Sara Nestola 33 min 17 s 51                                                          | Aurora Bado 34 min 12 s 75                                                             |
| 100 m haies       | Ditaji Kambundji 12 s 68 (CR)                                                                       | Elena Carraro 12 s 97 (.962)                                                         | Anna Tóth 12 s 97 (.967)                                                               |
| 400 m haies       | Andrea Rooth 55 s 78                                                                                | Louise Maraval 55 s 83 (PB)                                                          | Lena Preßler 55 s 94 (NR)                                                              |
| 3 000 m steeple   | Olivia Gürth 9 min 26 s 98 (CR)                                                                     | Greta Karinauskaitė 9 min 30 s 96                                                    | Marta Serrano 9 min 41 s 47                                                            |
| 4 × 100 m         | Royaume-Uni Cassie-Ann Pemberton Amy Hunt Alyson Bell Aleeya Sibbons 43 s 04 (CR)                   | France Hillary Godé Marie-Ange Rimlinger Gémima Joseph Paméra Losange 43 s 39        | Suisse Nathacha Kouni Iris Caligiuri Léonie Pointet Melissa Gutschmidt 43 s 59 (NU23R) |
| 4 × 400 m         | France Léa Théry-Demarque Cassandra Delaunay-Belleville Pauline Toriel Louise Maraval 3 min 30 s 60 | Suisse Michelle Gröbli Lena Wernli Giulia Senn Catia Gubelmann 3 min 30 s 62 (NU23R) | Espagne Rocio Arroyo Berta Segura Blanca Hervás Carmen Avilés 3 min 31 s 11 (NU23R)    |
| 20 km marche      | Pauline Stey 1 h 31 min 17 s (NU23R)                                                                | Alexandrina Mihai 1 h 32 min 32 s (PB)                                               | Camille Moutard 1 h 35 min 40 s                                                        |
| Saut en hauteur   | Elena Kulichenko 1,91 m                                                                             | Panagiota Dosi 1,89 m                                                                | Wiktoria Miąso 1,87 m (PB)                                                             |
| Saut à la perche  | Marie-Julie Bonnin 4,50 m                                                                           | Elien Vekemans 4,45 m                                                                | Kitty Friele Faye 4,40 m (PB)                                                          |
| Saut en longueur  | Larissa Iapichino 6,93 m                                                                            | Maja Åskag 6,73 m                                                                    | Tessy Ebosele 6,63 m                                                                   |
| Triple saut       | María Vicente 14,21 m                                                                               | Maja Åskag 13,76 m                                                                   | Jessica Kähärä 13,59 m                                                                 |
| Lancer du poids   | Alida van Daalen 18,32 m                                                                            | Serena Vincent 16,93 m (PB)                                                          | Emilia Kangas 16,75 m                                                                  |
| Lancer du disque  | Alida van Daalen 56,77 m                                                                            | Özlem Becerek 55,38 m                                                                | Lotta Flatum 54,45 m                                                                   |
| Lancer du marteau | Silja Kosonen 73,71 m (CR)                                                                          | Charlotte Payne 69,22 m                                                              | Aileen Kuhn 68,30 m                                                                    |
| Lancer du javelot | Elina Tzengko 60,73 m                                                                               | Gedly Tugi 57,62 m                                                                   | Anni-Linnea Alanenn 56,67 m                                                            |
| Heptathlon        | Saga Vanninen 6 317 pts                                                                             | Sofie Dokter 6 256 pts                                                               | Pippi Lotta Enok 6 002 pts                                                             |

## Tableau des médailles
- Pays organisateur (Finlande)

| Rang   | Nation      | Or | Argent | Bronze | Total |
| ------ | ----------- | -- | ------ | ------ | ----- |
| 1      | Royaume-Uni | 7  | 3      | 4      | 14    |
| 2      | France      | 6  | 4      | 5      | 15    |
| 3      | Pays-Bas    | 4  | 3      | 2      | 9     |
| 4      | Espagne     | 4  | 2      | 5      | 11    |
| 5      | Norvège     | 4  | 2      | 3      | 9     |
| 6      | Italie      | 3  | 6      | 2      | 11    |
| 7      | Finlande    | 3  | 3      | 4      | 10    |
| 8      | Allemagne   | 2  | 4      | 2      | 8     |
| 9      | Turquie     | 2  | 3      | 1      | 6     |
| 10     | Ukraine     | 2  | 2      | 0      | 4     |
| 11     | Suisse      | 1  | 2      | 3      | 6     |
| 12     | Grèce       | 1  | 1      | 2      | 4     |
| 13     | Belgique    | 1  | 1      | 0      | 2     |
| 13     | Irlande     | 1  | 1      | 0      | 2     |
| 13     | Lituanie    | 1  | 1      | 0      | 2     |
| 16     | Chypre      | 1  | 0      | 0      | 1     |
| 16     | Israël      | 1  | 0      | 0      | 1     |
| 18     | Suède       | 0  | 3      | 2      | 5     |
| 19     | Hongrie     | 0  | 2      | 3      | 5     |
| 20     | Estonie     | 0  | 1      | 1      | 2     |
| 21     | Portugal    | 0  | 1      | 0      | 1     |
| 22     | Pologne     | 0  | 0      | 2      | 2     |
| 23     | Autriche    | 0  | 0      | 1      | 1     |
| 23     | Kosovo      | 0  | 0      | 1      | 1     |
| Totale | Totale      | 44 | 45     | 43     | 132   |

## Légende
Records et Performances
- AR : Record continental (area record)
- CR : Record des championnats (championship record)
- MR : Record du meeting (meet record)
- NR : Record national (national record)
- OR : Record olympique (olympic record)
- PR : Record paralympique (paralympic record)
- PB : Record personnel (personal best)
- SB : Meilleure performance personnelle de la saison (season's best)
- WL : Meilleure performance mondiale de l'année (world leader)
- WJR : Record du monde junior (world junior record)
- WR : Record du monde (world record)

Circonstances et Conditions
- DNF : N'a pas terminé (did not finish)
- DNS : N'a pas pris le départ (did not start)
- DQ : Disqualification (disqualification)
- NM : Aucun essai valable enregistré (No Mark)
- Q : Qualifié « directement » au prochain tour (ou à la prochaine compétition), lors d'une compétition majeure, grâce au classement ou à la réalisation des minima (automatic qualifier)
- q : Qualifié au prochain tour (ou à la prochaine compétition), lors d'une compétition majeure, grâce au repêchage ou à la réalisation de l'une des meilleures performances parmi celles des « non qualifiés directement » (grâce au meilleur temps ou à la meilleure distance par exemple) (secondary qualifier)